# Крестьяне (фильм, 1935)
«Крестьяне» — советский художественный фильм 1935 года режиссёра Фридриха Эрмлера.
Главный приз на I-м Московском кинофестивале (1935) получила кинофабрика «Ленфильм» за фильмы «Чапаев», «Юность Максима» и «Крестьяне».
Созданный в 1935 году первый советский киноархив — нынешний Госфильмофонд — был создан специально для того, чтобы «хранить в специальном сейфе» негатив «Чапаева», хроникальных съемок Ленина и Сталина и еще всего лишь восьми картин, среди которых и «Крестьяне».
Известно, что Сталину картина очень понравилась, и он даже вызвал режиссёра на кремлевский просмотр фильма (честь, выпадавшая очень немногим) и сорок пять минут беседовал с ним.

## Сюжет
Начало 30-х годов. Животновод колхоза «Лебяжьи горки» Герасим Платонович, стремится подорвать колхозную собственность. И делает это хитро: зная о нехватке кормов, увеличивает поголовье свиней. Затем внушает брату своей жены колхознику Егорке, выступить за раздачу половины стада по дворам. Его жена Варвара пытется остановить это, колхозники выступают против неё, а председатель предлагает исключить её из колхоза. Приехавший в село начальник политотдела Николай Миронович организует собрание, на котором предлагает раскорчевать поросший кустарником участок для запашки под корма. Варвара подслушивает разговор мужа с матерью, где он говорит, что развалит колхоз. На вопрос жены взволнованный, возбужденный, Герасим неожиданно сбрасывает маску — да, он кулак, враг советской власти. Поняв, что Варвара разоблачит его, Герасим убивает жену. Недописанное заявление жены, в котором она говорит, что «без колхоза ей хоть в петлю», дает ему возможность инсценировать самоубийство Варвары. Одновременно он распускает слухи о том, что его жену затравили, запугали исключением из колхоза. Но начальник политотдела начинает подозревать Герасима. Герасим подговаривает Егорку убить начальника политотдела, но тот, поняв, что он оказался слепым орудием в руках врага, сознается в преступлении. Герасим разоблачён.

## В ролях
- Елена Юнгер — Варвара Нечаева
- Борис Пославский — Егор Платонович Нечаев
- Алексей Петров — Герасим Платонович
- Екатерина Корчагина-Александровская — мать Герасима
- Николай Боголюбов — Николай Миронович, начальник политотдела
- Владимир Гардин — дед Анисим
- Иван Чувелёв — Костя
- Пётр Алейников — Петька
- Владимир Сладкопевцев — Володька
- Валерий Соловцов — помощник начальника политотдела
- Владимир Лукин — Матвеев
- Ольга Казико — Нюша
- Мария Блюменталь-Тамарина — крестьянка
- Павел Волков — крестьянин
- Ксения Денисова — колхозница
- Степан Каюков — колхозник
- Борис Чирков — парень с гармонью/красноармеец

## Съёмки
Фильм снимали в Псковской области, в деревне Зряковская Гора.

## Критика
Но картина эта принципиальна и в более широком смысле. Снятая в 1934 году, вышедшая на экран в апреле 1935 года, она определила очень многие мотивы в кинематографе второй половины 30-х годов. В ней ясно различимы эскизы характеров, наметки сюжетных решений, принципов подхода к материалу, которые затем отчетливо проявятся как в творчестве самого Эрмлера в фильме «Великий гражданин», так и в «Партийном билете» И. Пырьева, картине «Ночь в сентябре» Б. Барнета, а также в лентах других режиссеров, не столь крупных, но усвоивших и повторявших те приемы, которые были разработаны лидерами кинематографа 30 — х годов.— История советского кино: 1931—1941 / Под ред. Х. Н. Абул-Касымовой. — М.: Искусство, 1969. — с. 172